# Karin Stüwe

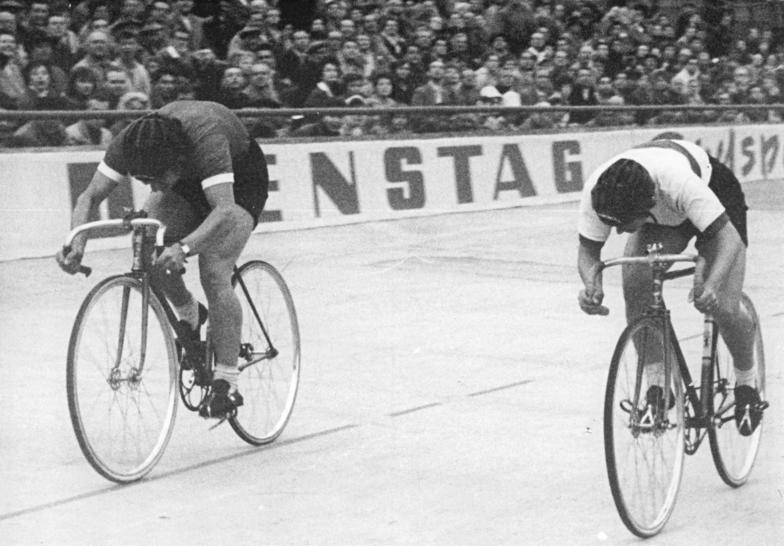
Karin Stüwe (rechts) bei den DDR-Bahn-Meisterschaften 1961, links Karla Günther

Karin Stüwe (* 1942 in Berlin) ist eine ehemalige Bahnradsportlerin aus der DDR.
Von 1961 bis 1963 war Karin Stüwe dreimal in Folge DDR-Meisterin im 500-Meter-Zeitfahren, 1964 belegte sie Rang drei, 1966 Rang zwei, 1968 Rang drei und 1969 nochmals Rang zwei. 1967 wurde sie zudem Dritte in der Einerverfolgung. Viermal wurde sie DDR-Vize-Meisterin im Sprint. 1964 gewann sie vier Auswahlrennen des Deutschen Radsport-Verbandes der DDR.
Bei den UCI-Bahn-Weltmeisterschaften 1965 in San Sebastian belegte Stüwe Platz drei im Sprint vor Karla Günther.
Karin Stüwe startete für den TSC Berlin.